# Carlo Martello
Carlo, detto Martello (Carolus Martellus o Carolus Tudes, in alcuni cronisti antichi), o anche Marcello (690 circa – Quierzy, 22 ottobre 741), fu Maggiordomo di palazzo dei regni merovingi di Austrasia dal 716, di Burgundia dal 717 e di Neustria dal 719 sino alla sua morte; per quattro anni, dal 737 al 741, esercitò il potere regale pur non avendone il titolo.
Era il figlio di Pipino di Herstal e della concubina di Pipino, una nobildonna di nome Alpaide. Carlo rivendicò con successo il suo diritto al potere come successore del padre. Continuando il lavoro del padre, Carlo ripristinò il governo centralizzato in Francia e cominciò una serie di campagne militari che ristabilirono i Franchi come i padroni indiscussi dell'intera Gallia. Secondo una fonte poco successiva, il Liber Historiae Francorum, Carlo fu "un guerriero insolitamente [...] efficace in battaglia".
In particolare, Carlo fermò l'invasione musulmana di Aquitania nella battaglia di Poitiers del 732. A questa vittoria è tradizionalmente attribuito un valore emblematico per la conservazione della cultura occidentale. Oltre alle sue imprese militari, gli viene tradizionalmente attribuito un ruolo fondamentale nello sviluppo del sistema franco del feudalesimo.
Al termine del suo regno, Carlo divise il regno dei Franchi tra i suoi due figli, Carlomanno e Pipino. Quest'ultimo diventò il primo re della dinastia carolingia. Il nipote di Carlo Martello, Carlo Magno, espanse il Regno franco e diventò il primo imperatore dell'occidente dalla caduta di Roma.

## Origine
Carlo era l'unico figlio di Pipino di Herstal (maggiordomo di palazzo di Austrasia e in seguito di tutti i regni dei Franchi) e di Alpaïde di Bruyères. Il soprannome Martello è un diminutivo di Marte; secondo un'ipotesi, gli viene attribuito da alcuni cronisti della dinastia carolingia per enfatizzare la sua particolare capacità bellica.

## Biografia

### I primi anni
L'anonimo continuatore del cronista Fredegario ci dice che Pipino II, dopo Plectrude (figlia del conte palatino, Ugoberto (?-698) e di Sant'Erminia), sposò un'altra donna nobile ed elegante di nome Alpaide. Dall'unione nacque Carlo, nome che vuol dire coraggioso. Il bambino crebbe spavaldo ed elegante, per cui il suo nome gli si addiceva ottimamente. Nel 708, alla morte del fratellastro Drogone, l'altro fratellastro, Grimoaldo, già maggiordomo del palazzo di Neustria, divenne anche maggiordomo di Borgogna e governò anche con l'aiuto di Carlo.
Poiché nacque dal secondo matrimonio, Carlo aveva meno diritto del fratellastro a ricevere l'eredità del padre. Tuttavia, alla morte di Pipino (dicembre 714), Carlo aveva tutte le carte in regola per assumere la carica di Maggiordomo di palazzo già ricoperta dal genitore defunto, in quanto Grimoaldo era stato assassinato pochi mesi prima. Infatti, nel 714, Grimoaldo si era recato a Liegi per trovare il padre malato e, mentre pregava sulla tomba di San Lamberto di Maastricht, fu assassinato da tale Rangario, uomo di fiducia del suocero, il re Redbaldo di Frisia. Teodoaldo, figlio di Grimoaldo, fu quindi nominato maggiordomo di palazzo di Neustria e di Burgundia da re Dagoberto III, secondo il volere del nonno Pipino II.
Dopo la morte di Pipino, Teodoaldo ereditò anche l'Austrasia, perciò all'età di sei anni si ritrovò maggiordomo di tutti i regni franchi, con la nonna Plectrude come reggente. Quest'ultima fece imprigionare il figliastro Carlo, che aspirava a diventare maggiordomo dell'Austrasia. Tuttavia, i Franchi non accettavano che una donna governasse tutti e tre i regni. Di conseguenza, nel 715 scoppiò una rivolta in Neustria contro Teodoaldo che radunò un esercito vicino a Compiègne. I neustriani si scontrarono con lo smisurato esercito austrasiano di Teodoaldo che si diede alla fuga. Iniziò così, nel regno dei Franchi, un periodo di turbolenza e di guerra civile e in Neustria, in quello stesso anno, fu nominato maggiordomo Ragenfrido.

### La guerra civile
Ragenfrido strinse un'alleanza col re di Frisia Redbaldo, col quale, sempre nel 715, attaccò l'Austrasia arrivando sino alle sponde della Mosa devastando la regione. Fu in quel periodo che Carlo riuscì a evadere e alla testa degli austrasiani affrontò sia Redbaldo sia gli Alemanni che si erano ribellati, guidati dal duca Lantfrido, il cui successore Tebaldo, cacciò dall'Alsazia Pirmino di Murbach.

Sempre nel 715, alla morte del re dei Franchi, Dagoberto III, Ragenfrido chiamò sul trono l'ormai ultra quarantenne monaco Daniele (il figlio secondogenito del re dei Franchi Sali della dinastia merovingia, Childerico II e di Bilichilde), che, dopo aver fatto ricrescere i capelli, salì al trono come Chilperico II e successivamente rinnovò l'alleanza col re di Frisia Redbaldo.
Nel 716, Ragenfrido e Chilperico II attraversarono le Ardenne e invasero e devastarono l'Austrasia fino ad arrivare al fiume Reno.. Raggiunta Colonia, dove Plectrude si era rinchiusa col nipote Teodoaldo, la posero sotto assedio. Carlo Martello, dopo aver sconfitto e disperso i Frisoni, tentò di liberare Colonia dall'assedio, ma dopo aver subito ingenti perdite nella battaglia si dovette ritirare. Così Plectrude ed il nipote accettarono Childerico II come re dei Franchi e Ragenfrido come maggiordomo di Neustria, e inoltre cedettero loro buona parte della Borgundia e parte dell'Austrasia.
Carlo, che nel frattempo era stato nominato maggiordomo d'Austrasia dalla nobiltà, si appostò ad Amblava, vicino a Liegi, e sorprese l'esercito neustriano sulla via del ritorno. Chilperico II e Raginfredo furono sopraffatti. Successivamente Carlo li inseguì e nel 717, dopo aver offerto loro la pace invano, li affrontò e li sconfisse a Vincy nella domenica delle Palme.. Li inseguì nuovamente sino a Parigi, devastando i territori sino al fiume Wifera, riuscendo così a liberare l'Austrasia. Carlo rientrò poi a Colonia da vincitore. Plectrude dovette cedergli tutti i poteri e i titoli che erano stati di suo padre. Sempre nel 717, Carlo Martello, in opposizione a Chilperico II, proclamò re di Austrasia Clotario IV, legittimo erede di Dagoberto III.
Nel 718, Chilperico II e Ragenfrido, dopo la sconfitta a Vincy, si allearono col duca d'Aquitania e duca di Guascogna, Oddone I, riconoscendogli il titolo di re. Quest'ultimo partecipò alle battaglie contro Carlo con il suo esercito di Vasconi, sino alla battaglia di Soissons del 719, dove si diede alla fuga. Riuscito a sfuggire, Oddone si rifugiò ad Orleans assieme a Chilperico II che nel frattempo aveva attraversato la Loira mettendo in salvo il tesoro reale. Ragenfrido, che si era ritirato nei suoi domini in Angiò, fu destituito dalla carica di maggiordomo di palazzo di Neustria.

### Pacificazione del regno franco

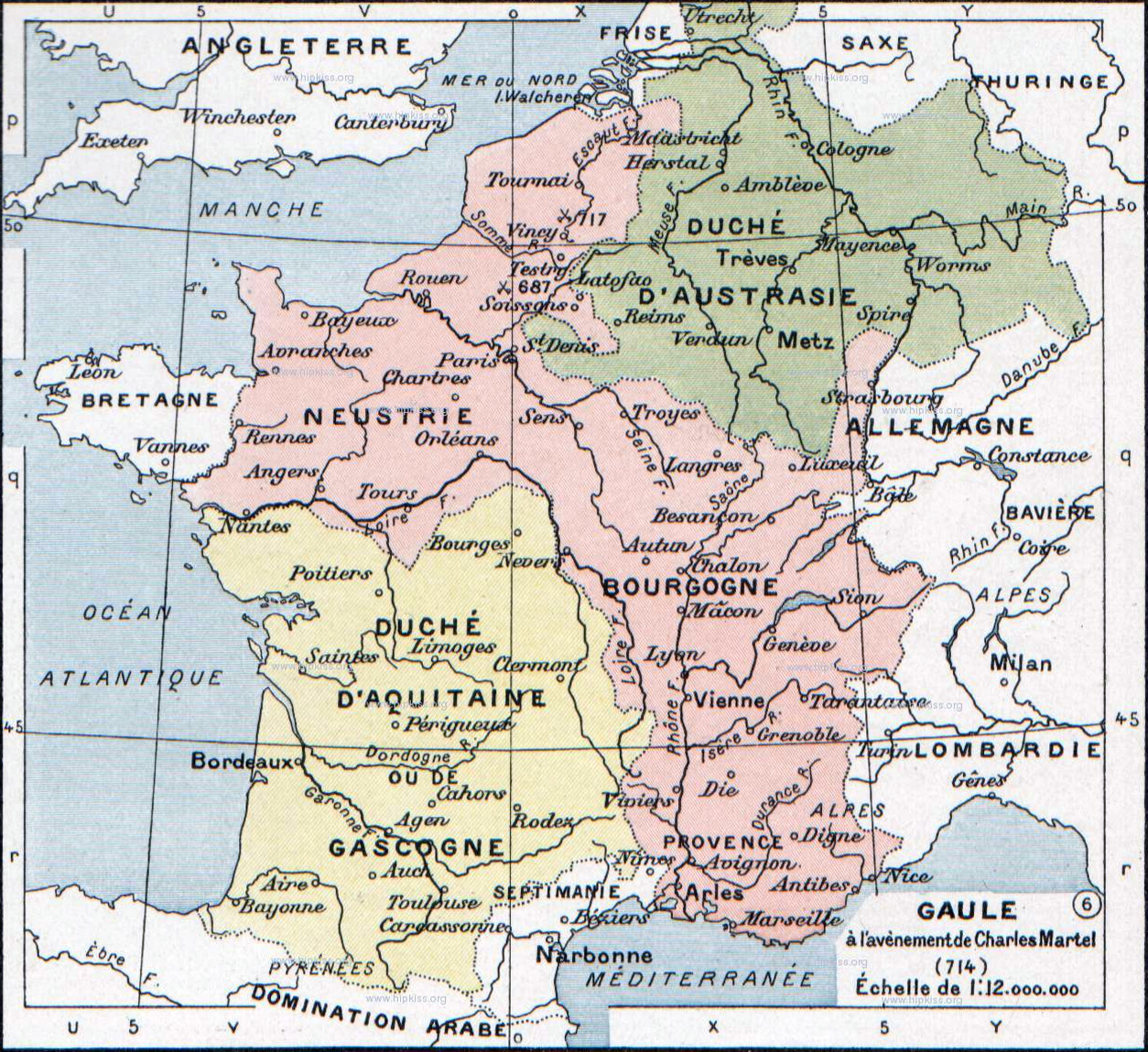
I regni dei Franchi, alla morte di Pipino di Herstal. Si noti che l'Aquitania (in giallo) non era controllata dagli Arnolfingi, mentre la Neustria e la Burgundia (in rosa) si erano unite per contrastare il dominio degli Arnolfingi. Solo l'Austrasia (in verde) appoggiò lealmente, prima Teodoaldo e, dopo la sconfitta di quest'ultimo, Carlo Martello.
Si noti inoltre che tutti i regni e i ducati dei popoli germanici ad est del Reno, a quel tempo erano al di fuori della sovranità dei regni Franchi.

La guerra civile si può considerare terminata nel 719, ma vi furono ancora due episodi che possono essere considerati parte di essa: nel 720 e nel 721, Carlo inseguì Ragenfrido e devastò l'Andegavis; nel 724, dopo che si era sollevato, Carlo invase l'Andegavis, ne assediò la capitale e devastò la regione, rientrando in Austrasia carico di bottino.
Appena divenuto maggiordomo dei tre regni, Carlo estromise il vescovo di Reims Rigoberto, favorevole a Plectrude. Poi, poco per volta, riprese il controllo di tutto il regno franco, ristabilendo i confini che aveva all'epoca di suo padre, Pipino di Herstal, attaccando i Sassoni nel 718 e nel 720. Alla morte di Clotario IV avvenuta nel 719, Carlo inviò i suoi ambasciatori e offrì un accordo di amicizia a Oddone I in cambio della consegna di Chilperico II, che gli venne consegnato col tesoro reale. Al ritorno Carlo Martello lo riconfermò re di tutti i Franchi.
A cavallo tra il 720 e il 721 Chilperico morì, dopo cinque anni di regno. Carlo cercò nell'abbazia di Chelles il figlio di Dagoberto III, che, dopo un anno di attesa, divenne re di tutti i Franchi col nome di Teodorico IV.
Gli Annales Petaviani riportano una ribellione avvenuta nel 723 da parte di due figli di Drogone, fratellastro di Carlo. Vennero però sconfitti e uno dei due morì durante la rivolta. Dopo aver domato questa rivolta familiare e schiacciato quella dell'anno successivo in Andegavis (citata all'inizio del paragrafo), nonostante Carlo fosse malato, il regno poteva considerarsi definitivamente pacificato. Ragenfrido, nemico di Carlo, morì però solo nel 731, dopo aver governato la regione col permesso di Carlo. Solo nel 733 vi fu un tentativo di ribellione in Burgundia, ma Carlo intervenne e occupò Lione e tutte le altre città della Burgundia, e dopo aver concordato una tregua, mise fine alla rivolta.

### Rafforzamento dei confini ed espansione
Carlo sin dall'inizio del suo potere non cessò mai di combattere i nemici esterni, tutti i popoli confinanti del regno. Nel 718, entrò in Sassonia, arrecando gravi distruzioni; vi ritornò nel 720, dopo che nel 719, i Sassoni avevano subito delle perdite a Soissons e nella zona circostante. Nel 725, Carlo attraversò il Reno con un imponente esercito e assoggettò gli Alemanni e i Suebi. Attraversò i loro territori, arrivando al Danubio e attraversatolo, attaccò e sottomise i Bavari. Rientrò nel regno dei Franchi con ingenti tesori e con una matrona di nome Bilitrude e la nipote, Sonechilde, che divenne la sua seconda moglie.
Tra il 728 e il 731 combatté e vinse contro i Sassoni, i Bavari, gli Alemanni (nel conflitto morì il loro duca, Lantfrido) e gli Svevi. Nel 731, Carlo, venuto a conoscenza tramite messaggeri che Oddone I d'Aquitania aveva intenzione di recedere dall'alleanza col regno dei Franchi, per due volte radunò l'esercito, attraversò la Loira e mise in fuga Oddone, devastò Blavia. Dopo aver annesso parte della regione rientrò con un grande bottino.
Nel 733 (per il continuatore del cronista Fredegario) o nel 736 (per gli Annales Mettenses), Carlo si attrezzò di una forza navale, sia in Neustria che in Austrasia. La usò per penetrare tra le isole della Frisia, quindi pose il campo sul fiume Burdine e attaccò i Frisoni, un popolo marittimo che si era ribellato sotto la guida di Poppo, il nuovo re (il precedente re, Redbaldo, era morto nel 719). L'esercito dei Frisoni fu sconfitto nella battaglia del Boorne del 734, durante la quale Poppo restò ucciso, alla quale seguì lo sterminio della popolazione e il rogo dei loro sacri idoli pagani. Rientrò nel regno dei Franchi da vincitore e carico di bottino e di prigionieri.
Nel 735, Carlo attaccò Oddone in Vasconia, dove morì. Successivamente Carlo combatté contro i figli di Oddone, Hunaldo e Hattone. Giunse alla Garonna, conquistò la città di Bordeaux e il castello di Blavia, si impossessò di tutta la regione e catturò Hattone. Concesse però il ducato al fratello Hunaldo, che promise fedeltà a Carlo e ai suoi figli, Carlomanno e Pipino III, detto il Breve.
Nel 737, Carlo sconfisse ancora i Sassoni, rendendoli suoi tributari. Nel 738, i Sassoni, che occupavano un territorio oltre il Reno, si ribellarono. Carlo passò il Reno alla confluenza col Lippia. La popolazione offrì ostaggi e continuò ad essere tributaria, per cui Carlo rientrò vincitore.

### Arresto dell'invasione arabo-islamica

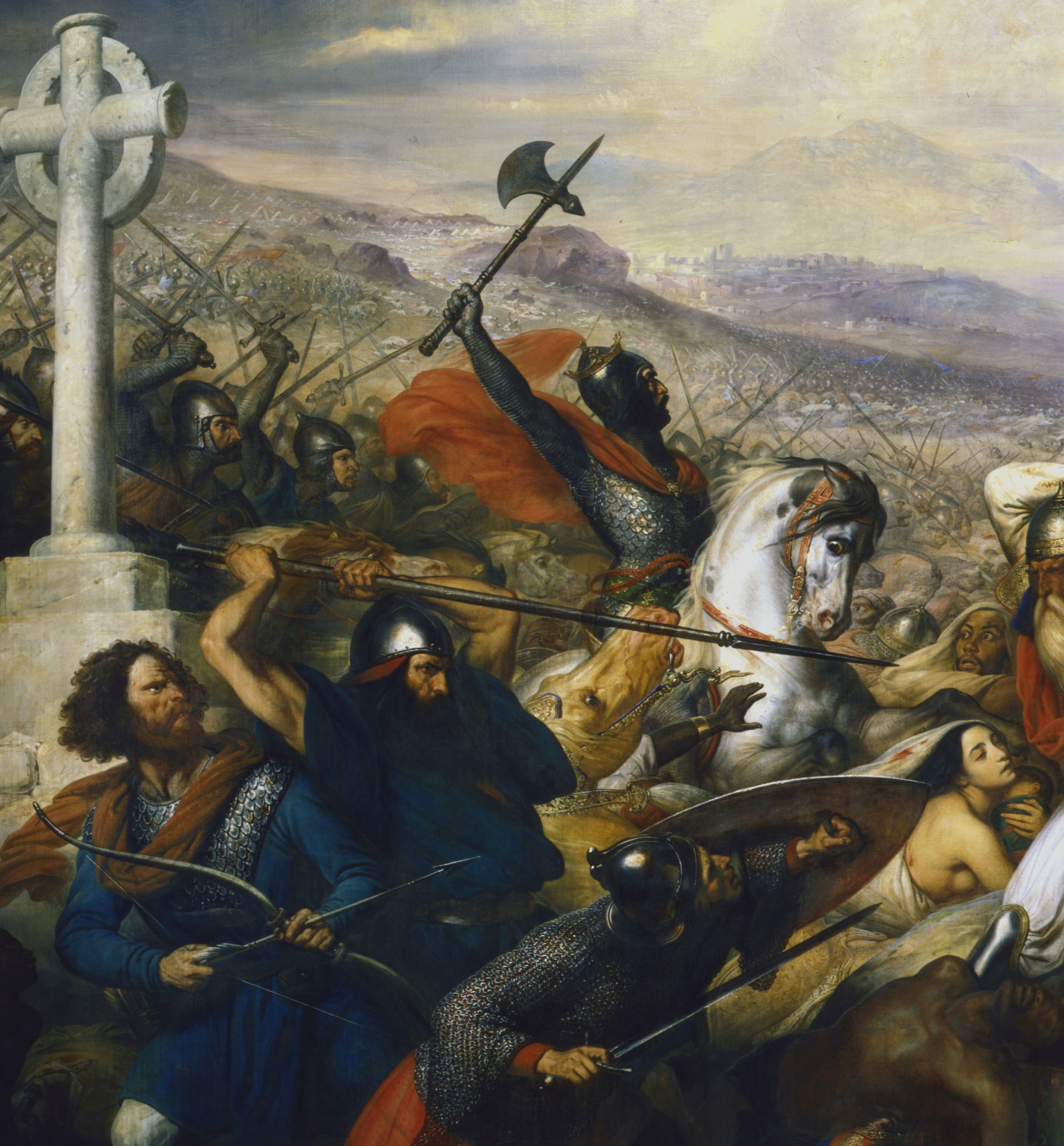
Carlo alla battaglia di Poitiers. Olio di Charles de Steuben, dipinto tra il 1834 e il 1837 (Musei della Reggia di Versailles, Francia).

Nel 732 Carlo dovette affrontare gli eserciti musulmani del governatore di al-Andalus Abd al-Rahman ibn Abd Allah al-Ghafiqi. In effetti, già dal 711, gli Arabi e i loro ausiliari berberi avevano occupato la Penisola iberica, continuando lentamente ad avanzare verso il Nord, al di qua dei Pirenei, e attorno al 720 i Saraceni che avevano invaso la Settimania occuparono Narbona; dopo invasero l'Aquitania e posero l'assedio a Tolosa. Oddone I d'Aquitania, con un esercito di Aquitani e di Franchi, il 9 giugno 721, attaccò all'improvviso e ottenne una schiacciante vittoria sul Walī di al-Andalus (governatore della Spagna) l'emiro al-Samḥ b. Malik al-Khawlānī. In questo scontro, conosciuto come Battaglia di Tolosa, i saraceni si diedero alla fuga e molti di loro morirono, liberando così l'Aquitania.
Nel 725 Oddone I fermò a Sens in Borgogna le razzie del nuovo Walī, l'emiro ʿAnbasa ibn Suḥaym al-Kalbī (chiamato Ambiza dalle cronache cristiane dell'epoca), costringendolo a ritornare in Spagna, dopo che aveva espugnato Carcassonne ed era arrivato sino a Nimes, senza combattere, inviando gli ostaggi a Barcellona e dopo aver fatto un grande bottino derivato dal saccheggio di Autun; Nel 726, uccise Ambiza in battaglia.
Carlo Martello, non gradendo l'indipendenza dell'Aquitania, la invase. I Saraceni, nell'autunno del 731, approfittarono di ciò e attaccarono; presso Bordeaux, nel 732, ʿAbd al-Raḥmān ibn ʿAbd Allāh al-Ghāfiqī, ottenne una schiacciante vittoria su Oddone, nella Battaglia della Garonna. Secondo l'anonimo continuatore del cronista Fredegario e gli Annales Mettenses ʿAbd al-Raḥmān al-Ghāfiqī fu chiamato dallo stesso Oddone I per poter contrastare Carlo Martello, ma una volta arrivati a Bordeaux i saraceni cominciarono ad uccidere e a bruciare chiese. Anche secondo la Cronaca di Ermanno il Contratto, i Saraceni, chiamati da Oddone I, devastarono la Gallia, inclusa l'Aquitania. Allora Oddone fu costretto a rivolgersi al suo antagonista più inviso, Carlo Martello, che, dopo la riconciliazione, intervenne e a Poitiers, facendo strage di musulmani, sconfisse e uccise ʿAbd al-Raḥmān al-Ghāfiqī, in un sabato del mese di ottobre del 732 (cento anni dopo la morte di Maometto). Secondo la fantasiosa Cronaca di Sigebert di Gembloux, Carlo avrebbe ucciso 375.000 musulmani, incluso il loro "re Abdaraman".

#### Battaglia di Poitiers
Lo scontro di Poitiers, secondo alcuni storici moderni, dovette essere di modeste dimensioni, di durata giornaliera e senza vincitori né vinti. La "battaglia" non fermò le scorrerie saracene nella Gallia: nel 734 i musulmani, guidati da Yūsuf, figlio di ʿAbd al-Raḥmān, si erano installati a Narbona e l'anno dopo, oltrepassato il Rodano, avevano conquistato Arles e tutta la sua provincia (che tennero poi per quattro anni, portandovi (secondo le fonti franche) morte e distruzione) ed Avignone. Già nel 735 Carlo reagì: si diresse su Lione per effettuare un'incursione su Arles e Marsiglia. Nel 737, strappò Avignone ai musulmani, aiutati da Mauronto, duca della Provenza, e li cacciò, sterminandoli. Poi nuovamente Carlo, raccolto un grande esercito di Franchi e Burgundi, col fratellastro Childebrando si diresse in Provenza e occupò tutta la zona di Avignone, spingendosi sino al mare. Messo in fuga il duca Mauronto, sottomise tutta la regione cacciandone i musulmani. Poi, passato il Rodano, li inseguì sino a Narbona dove assediò il re Athima (?). Dalla Penisola iberica giunse come rinforzo un esercito di andalusi, guidato da Amor (ʿAmr ?), figlio di Calet (?), che Carlo, lasciata parte del suo esercito a continuare l'assedio, fronteggiò sul fiume Berre, uscendone vincitore. Carlo quindi rientrò in patria, dopo aver ucciso, secondo quelle cronache franche, entrambi i comandanti e dopo aver cacciato i musulmani da tutta la Gotia, carico di bottino dopo aver distrutto Magdalena e dopo aver incendiato l'arena e le porte di Nîmes.
Nel 739, Arles era stata ancora in mano ai musulmani iberici e Carlo si alleò con il re Liutprando dei Longobardi per riconquistare la Provenza (Carlo Martello ripagò poi Liutprando, rifiutando, per ben due volte, di scendere in Italia a combattere i Longobardi, come gli veniva richiesto da papa Gregorio III, che gli aveva inviato molti doni). Riconquistò Arles, seminando il terrore tra i nemici, li mise in fuga e riconquistò la regione sino a Marsiglia. Così i musulmani vennero fermati. Carlo sconfisse Mauronto, duca di Provenza che aveva chiamato i musulmani andalusi e tutti coloro che avevano collaborato con gli Arabi furono puniti e i loro beni donati ai guerrieri franchi. Gli Arabi rimasero in possesso solo di Narbona ed è certo che tutte queste battaglie contribuirono grandemente a unificare il regno franco sotto Carlo Martello.
L'esaurirsi della spinta araba fu graduale e probabilmente fu la conclusione di un processo naturale di esaurimento delle forze. Se si dovesse scegliere un evento significativo di tale arresto, sarebbe forse più sensato indicare la distruzione della flotta araba durante l'assedio di Costantinopoli del 717, ma il fatto che ciò si fosse verificato grazie a un imperatore "eretico", Leone III, l'evento agli occhi del mondo latino occidentale fu messo, già da allora, in una luce secondaria, assai utile alla strategia dei Pipinidi di costruirsi un'aura di difensori della Cristianità romana.

### La creazione di una dinastia carolingia e la morte

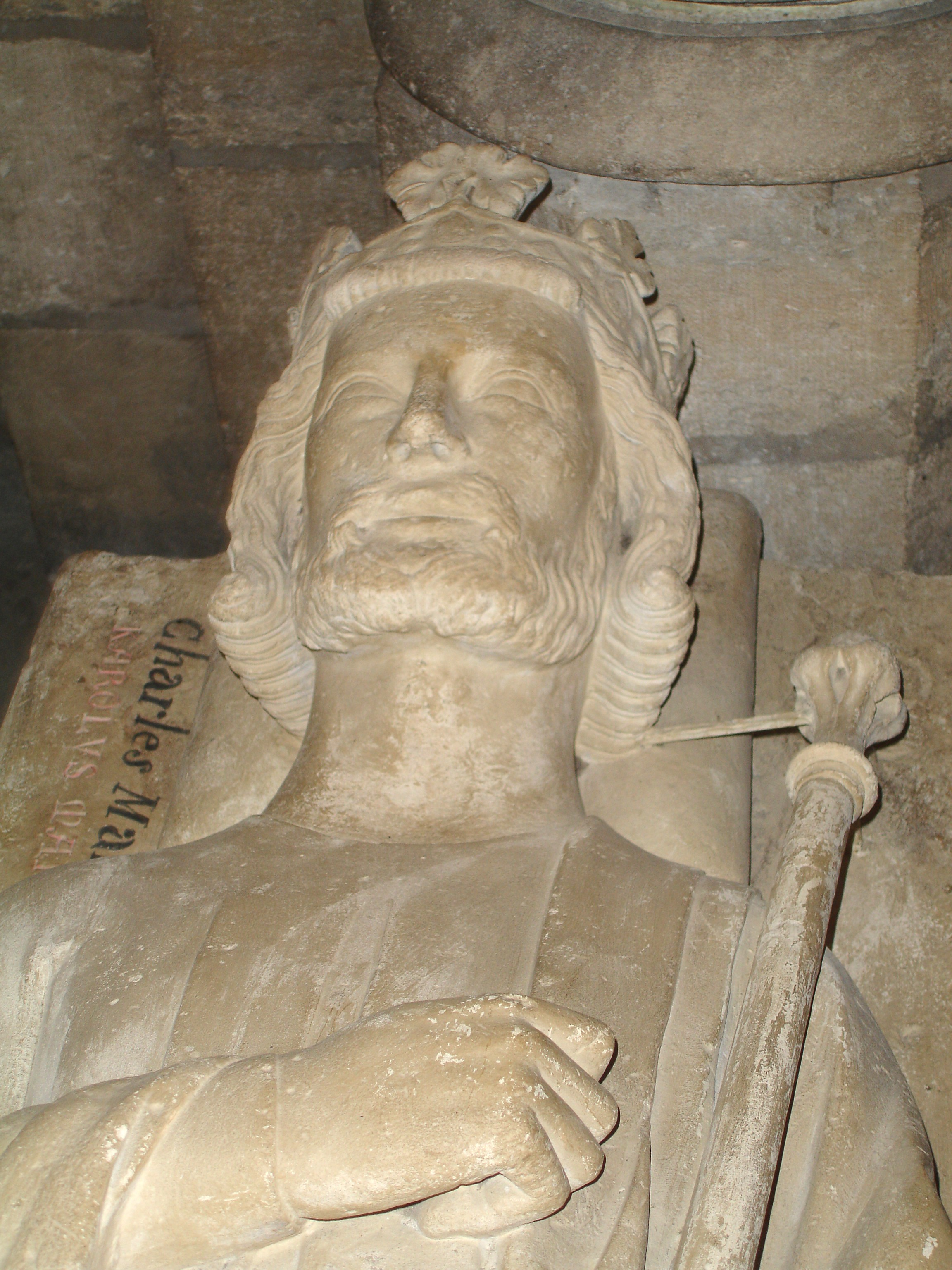
Tomba di Carlo Martello a Saint-Denis.

Man mano che il potere della dinastia merovingia andava diminuendo, durante il periodo detto dei "re fannulloni", i maggiordomi di palazzo Pipinidi accrebbero il loro potere, al quale mancava ormai il solo titolo.
Infatti, alla morte del re Teodorico IV, nel 737, Carlo, forte del suo enorme potere, decise di non scegliergli un successore, tanto insignificante era diventato il ruolo assolto dai monarchi merovingi. Assunse quindi direttamente il potere regio franco e regnò in modo del tutto illegale fino alla morte. Nel 740, messo fine a tutte le ribellioni, finalmente regnò la pace.
Rientrando nel regno, Carlo si ammalò a Verimbrea sul fiume Issara. Carlo morì a Parigi, il 22 ottobre del 741, dopo 23 anni e 6 mesi di governo e gli successero i figli Pipino (cui aveva assegnato Burgundia, Neustria e Provenza) e Carlomanno (cui aveva assegnato Austrasia, Alemannia e Turingia). Secondo Sigeberto, essendo già re Childerico III che aveva sostituito Teodorico IV. Il suo corpo fu inumato a Saint-Denis.
Malgrado non avesse mai ottenuto il titolo di re, egli ebbe maggior potere di tutti i sovrani franchi dell'epoca, visto che la dinastia merovingia era già in quel periodo in piena decadenza. Il suo potere segnò i primi passi della linea carolingia, confermata dall'investitura di Pipino il Breve il 28 luglio 754.

### Riforma agraria e militare
Importante fu la riorganizzazione del regno dei Franchi in vista di una sua militarizzazione, ristrutturando la proprietà agraria in maniera da poter disporre da una classe di guerrieri dotati di cavallo, rapidi e forti grazie anche all'adozione di nuove tecniche e/o strumenti come la staffa, che permetteva uno scontro frontale a cavallo tramite l'ancoraggio delle lance. Carlo mise come proprietari dei terreni i più importanti esponenti di famiglie a lui fedeli, spianando la strada a un consenso per una futura appropriazione del trono. Incontrò una forte resistenza ecclesiastica, avendo egli espropriato molte terre di diocesi e monasteri, alla quale rispose in maniera dura contro i più ostili oppositori, esautorandoli e sostituendoli con persone di fiducia e, più prudente nei confronti della Chiesa franca in generale, cercando un miglior rapporto diretto con il Papato, sostenendo ad esempio le campagne missionarie verso i Frisoni, gli Alamanni e i turingi.

## Matrimoni e discendenza

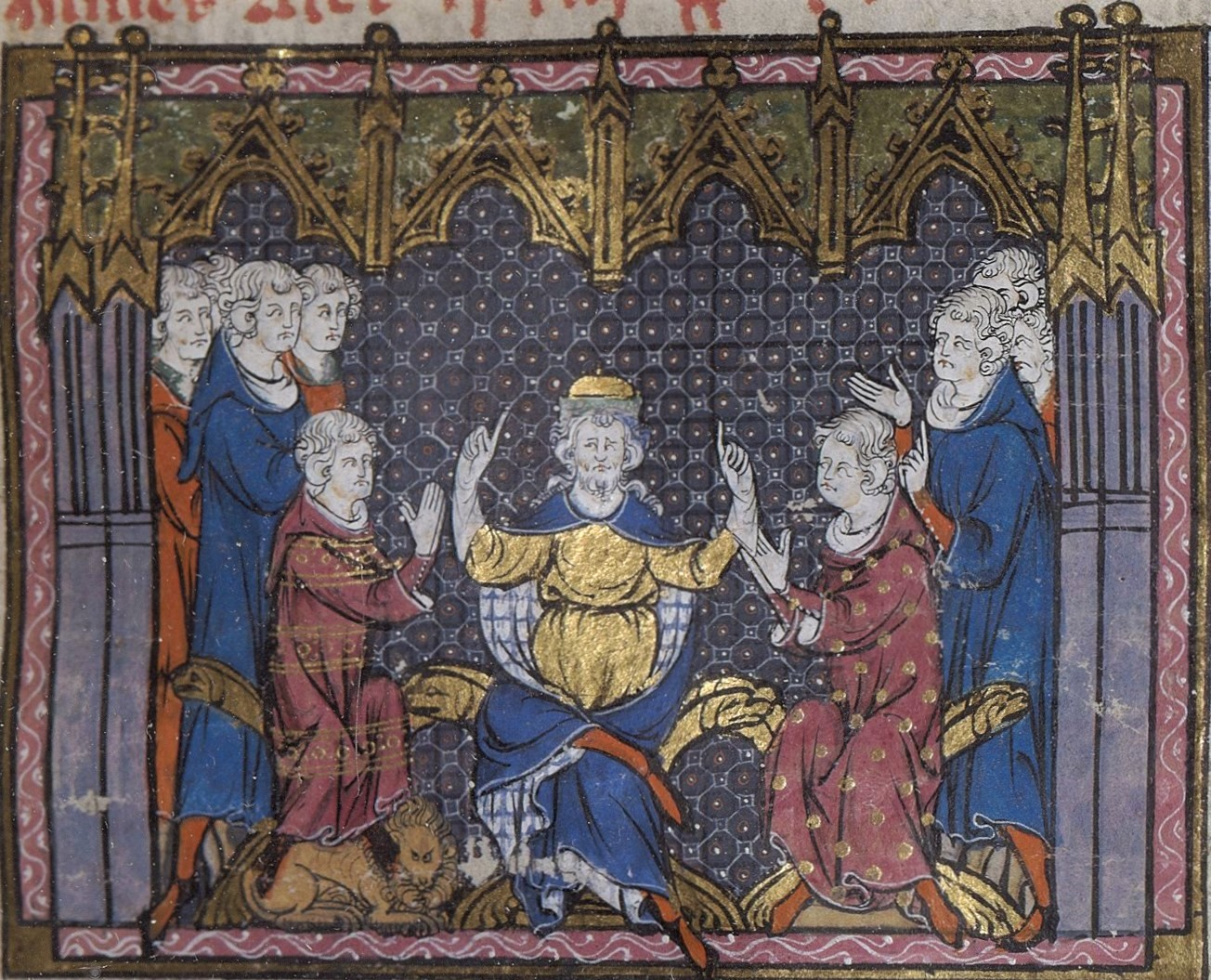
Carlo Martello divide il regno dei Franchi tra i due figli maggiori, Carlomanno e Pipino III detto il Breve.

Carlo Martello sposò, tra il 708 ed il 709, Rotrude di Treviri (ca. 690-725), da cui ebbe:
- Carlomanno (707 ca.-754), maggiordomo del regno d'Austrasia sino al 747, poi monaco all'abbazia di Montecassino. Beato;
- Pipino il Breve (714-† 768), maggiordomo di Palazzo di Borgogna (741), di Neustria (741) e d'Austrasia (747), re dei Franchi (751). Sposò nel 744 Bertrada di Laon;
- Iltrude (720-† 754), che sposò Odilone di Baviera degli Agilolfingi).

Rimasto vedovo, sposò, nel 725, Swanachilde di Baviera, che gli diede un figlio:
- Grifone (726-† 753), duca di Le Mans.

Carlo dalla prima o dalla seconda moglie ebbe anche altre due figlie:
- Landrada (?-?), che sposò il nobile Sigramno e fu madre di Crodegango, vescovo di Metz[61];
- Alda o Audana (?-?) che sposò Teodorico, conte di Autun e madre di Guglielmo d'Aquitania, come è scritto in un documento dell'804, in occasione della fondazione del monastero di Gellone[62].

Nello stesso tempo Carlo ebbe almeno due concubine. Da Rodaide ebbe:
- Bernardo (720 ca.-† 787), conte di San Quintino

Mentre da un'altra concubina, di cui non si conosce il nome, ebbe:
- Geronimo (?-?), abate di San Quintino
- Remigio di Rouen (?-?), arcivescovo di Rouen.

## Ascendenza
|                     |   |                  | Genitori         |  |  | Nonni |  |  | Bisnonni        |  |  | Trisnonni |  |
|                     |   |                  |                  |  |  |       |  |  | Arnolfo di Metz |  |  | …         |  |
|                     |   |                  |                  |  |  |       |  |  | Arnolfo di Metz |  |  | …         |  |
|                     |   | …                |                  |  |  |       |  |  | Arnolfo di Metz |  |  |           |  |
| Ansegiso            |   |                  |                  |  |  |       |  |  | Arnolfo di Metz |  |  |           |  |
|                     |   | Doda di Metz     | Arnoaldo di Metz |  |  |       |  |  |                 |  |  |           |  |
|                     |   | Doda di Metz     | Arnoaldo di Metz |  |  |       |  |  |                 |  |  |           |  |
|                     |   | Doda di Metz     | …                |  |  |       |  |  |                 |  |  |           |  |
| Pipino di Herstal   |   | Doda di Metz     |                  |  |  |       |  |  |                 |  |  |           |  |
|                     |   | Pipino di Landen | …                |  |  |       |  |  |                 |  |  |           |  |
|                     |   | Pipino di Landen | …                |  |  |       |  |  |                 |  |  |           |  |
|                     |   | Pipino di Landen | …                |  |  |       |  |  |                 |  |  |           |  |
| Begga               |   | Pipino di Landen |                  |  |  |       |  |  |                 |  |  |           |  |
|                     |   | Itta di Nivelles | …                |  |  |       |  |  |                 |  |  |           |  |
|                     |   | Itta di Nivelles | …                |  |  |       |  |  |                 |  |  |           |  |
|                     |   | Itta di Nivelles | …                |  |  |       |  |  |                 |  |  |           |  |
| Carlo Martello      |   | Itta di Nivelles |                  |  |  |       |  |  |                 |  |  |           |  |
|                     | … | …                |                  |  |  |       |  |  |                 |  |  |           |  |
|                     | … | …                |                  |  |  |       |  |  |                 |  |  |           |  |
|                     | … | …                |                  |  |  |       |  |  |                 |  |  |           |  |
| ?                   | … |                  |                  |  |  |       |  |  |                 |  |  |           |  |
|                     |   | …                | …                |  |  |       |  |  |                 |  |  |           |  |
|                     |   | …                | …                |  |  |       |  |  |                 |  |  |           |  |
|                     |   | …                | …                |  |  |       |  |  |                 |  |  |           |  |
| Alpaïde di Bruyères |   | …                |                  |  |  |       |  |  |                 |  |  |           |  |
|                     |   | …                | …                |  |  |       |  |  |                 |  |  |           |  |
|                     |   | …                | …                |  |  |       |  |  |                 |  |  |           |  |
|                     |   | …                | …                |  |  |       |  |  |                 |  |  |           |  |
| ?                   |   | …                |                  |  |  |       |  |  |                 |  |  |           |  |
|                     |   | …                | …                |  |  |       |  |  |                 |  |  |           |  |
|                     |   | …                | …                |  |  |       |  |  |                 |  |  |           |  |
|                     |   | …                | …                |  |  |       |  |  |                 |  |  |           |  |
|                     |   | …                |                  |  |  |       |  |  |                 |  |  |           |  |

## Nelle opere musicali
Carlo Martello ritorna dalla battaglia di Poitiers è una canzone satirica del cantautore italiano Fabrizio De André, il cui testo è stato scritto in collaborazione con l'attore Paolo Villaggio, pubblicata nel 1963.
(Fabrizio De André, Carlo Martello ritorna dalla battaglia di Poitiers)

### Fonti primarie
- (LA) Fredegario, Fredegarii scholastici chronicum cum suis continuatoribus, sive appendix ad sancti gregorii episcopi turonensis historiam francorum.
- (LA) Annales Marbacenses.
- (LA) Bernhard von Simson (a cura di), Annales Mettenses Priores.
- (LA) Annales Xantenses.
- (LA) Catalogus Episcoporum Mettensium.
- (LA) Monumenta Germanica Historica, tomus primus. URL consultato il 28 gennaio 2012 (archiviato dall'url originale il 16 ottobre 2013).
- (LA) Chronicon Moissiacensis. URL consultato il 28 gennaio 2012 (archiviato dall'url originale il 27 agosto 2011).
- (LA) Martin Bouquet e Jean Baptiste Haudiquier et al. (a cura di), Rerum Gallicarum et Francicarum Scriptores. Tomus tertius, Aux dépens des librairies, 1741.
- (DE) Schedelsche Weltchronik.

### Letteratura storiografica
- Ulrich Nonn, Das Bild Karl Martells in den lateinischen Quellen vornehmlich des VIII und IX Jahrhunderts, in Frühmittelalterliche Studien, vol. 4, 1970,  pp. 70-137.
- Pierre Riché, Les Carolingiens, une famille qui fit l'Europe, 2ª ed., 1997  [1983], ISBN 2-01-278851-3.
- Ulrich Nonn, Die Schlacht bei Poitiers 732. Probleme historischer Urteilsbildung, in Rudolf Schieffer (a cura di), Beiträge zur Geschichte des Regnum Francorum, 1990,  pp. 37 e segg., ISBN 3-7995-7322-4.
- Jörg Jarnut (a cura di), Karl Martell in seiner Zeit, 1994, ISBN 3-7995-7337-2.
- Christian Pfister, La Gallia sotto i Franchi merovingi. Vicende storiche, in Storia del mondo medievale, vol. 1, Cambridge, Cambridge University Press, 1978,  pp. 688-711.
- Jean-Charles Volkmann, Bien Connaître les généalogies des rois de France, a cura di Jean-Paul Gisserot, 1999, ISBN 2-87747-208-6.
- Waltraud Joch, Legitimität und Integration. Untersuchungen zu den Anfängen Karl Martells, Matthiesen Verlag, 1999.
- Paul Fouracre, The Age of Charles Martel, Routledge, 2000, ISBN 978-0582064768.
- Becher Matthias, Carlo Magno, Bologna, Il Mulino, 2000.
- Michel Mourre, Frédéric Haboury, Le petit Mourre. Dictionnaire de l'Histoire, Larousse, 2001, ISBN 2-03-505169-X.
- Franco Cardini e Marina Montesano, Storia medievale, Firenze, 2006, ISBN 88-00204-740.
- Alessandro Angelucci, Carlo Martello e la battaglia di Poitiers: nuove proposte interpretative per un mito storiografico (PDF), in I Quaderni del MAES, vol. X, 2007,  pp. 91-119.
- Marco Kamradt, Die frühfränkische Historiographie und die Schlacht von Vinchy am 21. März 717, in Concilium Medii Aevi, vol. X, 2007,  pp. 153-166.
- Andreas Fischer, Karl Martell, Stoccarda, 2011.